# Jóga
Jóga – pierwszy singel islandzkiej piosenkarki Björk z jej albumu Homogenic.
Motyw piosenki był wykorzystany przez Timbalanda w wersji teledyskowej singla "Hit Em Wit Da Hee" amerykańskiej piosenkarki i raperki Missy Elliott.

## Teledysk
Teledysk w reżyserii Michela Gondry'ego został nakręcony w Islandii.
Wideoklip ten jest odejściem od dotychczasowych form przedstawianych w teledyskach Björk. Na filmie przedstawione są tereny Islandii, a sama piosenkarka występuje w scenie początkowej i finałowej. Przy pomocy animacji komputerowej, pokazane jest pękanie skorupy ziemskiej, a także morza i góry.

## Lista ścieżek

### UK CD1
1. "Jóga" [Howie B Main Mix] (5:00)
2. "Jóga" [String and Vocal Mix] (4:40)
3. "Jóga" [Buzz Water Mix] (5:06)
4. "All Is Full of Love" [Choice Mix] (4:35)

### UK CD2 / EU CD
1. "Jóga" (5:00)
2. "Sod Off" (2:56)
3. "Immature" [Björk's Version] (2:51)
4. "So Broken" (5:59)

### UK CD3
1. "Jóga" (5:06)
2. "Jóga" [Alec Empire Mix] (8:44)
3. "Jóga" [Alec Empire Digital Hardcore Mix 1] (6:06)
4. "Jóga" [Alec Empire Digital Hardcore Mix 2] (6:06)

## Remiksy
- Alec Empire mix
- Alec Empire Digital Hardcore mix 1
- Alec Empire Digital Hardcore mix 2
- Alec Empire State of Emergency mix
- Alec Empire The Destroyer mix
- Alec Empire The Planet of Ice remix
- Buzz Water mix
- Howie B main mix
- String and vocal mix

## Notowania
| Lista                     | Najwyższa pozycja |
| ------------------------- | ----------------- |
| Finnish Singles Chart     | 16                |
| Swedish Singles Chart     | 37                |
| New Zealand Singles Chart | 43                |
| Swiss Singles Chart       | 49                |
| Australian Singles Chart  | 54                |
| Dutch Singles Chart       | 92                |
| UK Singles Chart          | 109               |